# Kapiton z Jerozolimy
Kapiton z Jerozolimy – dwudziesty piąty biskup Jerozolimy.